# Kletenský potok
Kletenský potok je potok v Moravskoslezském kraji, levý přítok řeky Odry. Kletenský potok pramení v Pohořských vrších v nadmořské výšce kolem 450 m (pod kopcem Olšová). Samotný potok vzniká soutokem bezejmenných potůčků poblíž obce Pohoř. Potok je levostranným přítokem řeky Odry o délce 8,7 km do které ústí za městysem Suchdol nad Odrou. Na potoku je přehrada Kletné u vesnice Kletné a za touto přehradou se Kletenský potok dělí na Suchý potok a Suchdolský potok.